# K-1 (mina)
K-1 (PM-60) – niemiecka przeciwgąsienicowa mina przeciwpancerna. Wprowadzona do uzbrojenia w 1958 roku.
K-1 ma budowę typową dla min przeciwpancernych. Wewnątrz płaskiego korpusu wykonanego z tworzywa sztucznego znajduje się ładunek 7,5 kg trotylu. W centralnej części korpusu umieszczono płytę naciskową pod którą znajduje się zapalnik powodujący eksplozję pod naciskiem 150 kg.
Mina mogła być ustawiana ręcznie lub przy pomocy ustawiacza MLG-60.